# Blaszka rdzenna przyśrodkowa
Blaszka rdzenna przyśrodkowa (łac. lamina medullaris medialis) – struktura w ludzkim mózgu zaliczana do kresomózgowia parzystego zbudowana z istoty białej. Rozdziela ona na dwie części (boczną i przyśrodkową) gałkę bladą.